# Joe Francis
Joe Francis (Atlanta, Georgia; 1 de abril de 1973) es un emprendedor y productor cinematográfico estadounidense, fundador y creador de la marca Girls Gone Wild. Francis trabajó como ayudante de producción en 1998 en la cadena Real TV, donde pasó a producir el programa Banned from Television.
Francis ha sido condenado en varias ocasiones por evasión de impuestos, soborno, detención ilegal, agresión con lesiones graves, disuasión de un testigo e infracciones de los registros; declarándose inocente de los cargos de abuso de menores y prostitución.

## Biografía
Nació el 1 de abril de 1973 en la ciudad de Atlanta (Georgia), hijo de Raymond y María Francis, esta última de origen austriaco. Según Francis, cuando tenía siete años, la familia se trasladó a Newport Beach (California), donde asistió a la escuela primaria católica Our Lady Queen of Angels, y después a una serie de internados. Luego vivió en Laguna Beach y asistió al instituto de secundaria de dicha ciudad. Su primer trabajo fue en una tienda de ordenadores y vídeos.
Francis asistió al programa de Administración de Empresas de la Universidad del Sur de California, concentrando su educación en el Centro Lloyd Greif de Estudios Empresariales. También tomó varios cursos de cine y televisión, graduándose en 1995 con una Licenciatura en el Programa Empresarial de la USC.

## Carrera en los negocios

### Banned from Television
La primera aventura empresarial de Francis comenzó cuando trabajaba como ayudante de producción en Real TV, un programa de telerrealidad sindicado que emitía imágenes de sucesos extraordinarios que no solían aparecer en las noticias convencionales. Fue allí donde le surgió la idea de Banned from Television. Durante su estancia en Real TV, las personas que trabajaban en el estudio solían ver imágenes de accidentes de tráfico, ataques violentos y otros sucesos gráficos. Francis adquirió la licencia de las imágenes, que luego vendió a través de los vídeos "Prohibidos en la televisión", que comercializó a través de infomerciales. El primer vídeo se publicó en 1998, seguido de dos secuelas que también se publicaron ese mismo año. Algunas de las secuencias más famosas incluidas en la serie fueron: el asesinato de Luis Donaldo Colosio; el ataque del elefante de circo Tyke; las ejecuciones de Roberto Girón y Pedro Castillo; el incendio del hotel Royal Jomtien Resort; y la muerte de Mary T. Wojtyla, una mujer atropellada por un tren a gran velocidad en Downers Grove (Illinois).
Otras secuencias fueron los asesinato de Pete Shrum o Lea Mek, el intento de suicidio de Terry Rossland, la ejecución extrajudicial por incendio de Rodolfo Hernández, secuencias de la crisis de los rehenes de Cúa en 1998, secuencias de una carrera de Lucas Oil 200 (ARCA) de 1990 en la que murió Slick Johnson y resultó herido el paramédico Mike Staley, y las muertes de los pilotos de acrobacias en moto Corey Scott y Butch Laswell. Debido al contenido gráfico de las películas, Francis detuvo la serie después de tres películas, porque le parecía demasiado perturbador verlas una detrás de otra. Mientras veía las imágenes para incluirlas en Banned from Television, Francis se encontró con imágenes de estudiantes universitarias enseñando sus pechos durante el Mardi Gras y las vacaciones de primavera. Estas imágenes fueron las que impulsaron la siguiente aventura empresarial de Francis, Girls Gone Wild.

### Girls Gone Wild
Francis creó la franquicia Girls Gone Wild en 1997, cuando empezó a utilizar el marketing de respuesta directa, como los infomerciales, para vender los vídeos que había producido. Los vídeos eran de mujeres en edad universitaria que exponían voluntariamente sus cuerpos o actuaban de forma salvaje ante la cámara. En sus dos primeros años, Girls Gone Wild ganó más de 20 millones de dólares. En 2002, Francis había producido 83 títulos diferentes de Girls Gone Wild y emitía infomerciales de 30 minutos en las principales cadenas de los Estados Unidos. En 2005, la empresa planeó donar el 100% de sus ventas brutas de sus DVD con temática de Mardi Gras a la Cruz Roja para ayudar a las víctimas del huracán Katrina.
Abbey Wilson, que ganó el concurso "Search for the Hottest Girl in America" de Girls Gone Wild en 2012, inició una relación sentimental con Francis. En 2013, el iPad de Wilson, que contenía vídeos sexuales privados de Francis y Wilson, fue robado. En represalia, y para evitar la distribución del vídeo antes de que se vendiera a cualquier medio de comunicación, el abogado de Francis, David Houston, amenazó: "Cuando te atrapemos, nos encargaremos de que seas procesada con todo el peso de las leyes penales y civiles". En 2014, Wilson se quedó embarazada de gemelas mediante fecundación in vitro. El 7 de octubre de 2014, dio a luz a dos niñas.

## Problemas legales

### Civil
En junio de 2007, Ashley Alexandra Dupré alegó que Francis y su empresa la habían filmado sin permiso, pero retiró su demanda después de que Francis publicara imágenes que mostraban su consentimiento. Al año siguiente, cuatro mujeres demandaron a Girls Gone Wild por haberlas filmado supuestamente cuando eran menores de edad. Francis se representó a sí mismo durante parte del juicio, hasta que el juez lo citó por desacato y le impuso una multa de 2 500 dólares por preguntar a una demandante durante el interrogatorio si era prostituta. Ese mismo día, Francis contrató a dos abogados para que lo representaran durante el juicio. Finalmente, Francis se declaró inocente de los cargos de abuso de menores y prostitución.
En febrero de 2012, el juez del condado de Clark (Nevada), Mark Denton, concedió 7,5 millones de dólares al empresario Steve Wynn por las declaraciones difamatorias de Francis. En septiembre de 2012, un jurado concedió 20 millones de dólares a Wynn en un caso de calumnia contra Francis por afirmar que Wynn le había amenazado de muerte por una deuda de juego. Todos los testigos de Francis negaron haber oído a Wynn proferir tales amenazas. El jurado añadió otros 20 millones de dólares en concepto de daños punitivos. En noviembre de 2012, la jueza Joanne O'Donnell redujo la indemnización de Wynn a 19 millones de dólares, alegando que la indemnización del jurado era "especulativa" y se basaba en su antipatía por Francis.

### Penal

#### A nivel estatal
En 2003, las autoridades de Panama City Beach (Florida) intentaron impedir el rodaje de Girls Gone Wild, lo que llevó a Francis a demandarles por violar sus derechos de la Primera Enmienda. Las mismas autoridades detuvieron a Francis por asociación ilícita, quedando en libertad bajo fianza. En una vista celebrada en julio de 2006, el juez desestimó la mayoría de las pruebas y en enero de 2007 desestimó la mayor parte de los cargos. Francis se declaró culpable de infracciones en el mantenimiento de registros, fue multado con 1,6 millones de dólares y condenado a trabajos comunitarios. Cumplió 339 días y pagó más de 60 000 dólares de multa.
En enero de 2011, Francis llevó a un grupo de tres mujeres a su casa, lo que dio lugar a cinco cargos: tres delitos menores de detención ilegal, uno de agresión que causó grandes lesiones corporales y uno de disuasión de un testigo. El 6 de mayo de 2013, Francis fue condenado por los cinco cargos. Se enfrentaba a un máximo de cinco años de prisión y/o 13 000 dólares de multa. El 22 de mayo, Francis concedió una entrevista a The Hollywood Reporter, en la que calificó a los miembros del jurado de "retrasados mentales" y sugirió que "deberían ser sometidos a eutanasia". Más tarde se disculpó por sus comentarios, pero declaró que había sido manipulado por los medios de comunicación.
El 27 de agosto de 2013, Francis fue condenado a cumplir al menos 270 días en la cárcel del condado, 36 meses de libertad condicional y se le ordenó completar un curso de control de la ira de nivel 3 y un año de asesoramiento psicológico. Los abogados de Francis presentaron inmediatamente una petición de nuevo juicio.

#### A nivel federal
En abril de 2007, en Reno (Nevada), Francis fue acusado por un gran jurado de dos cargos de evasión de impuestos. El Departamento de Justicia alegó que Francis declaró más de 20 millones de dólares en deducciones falsas en sus declaraciones corporativas en 2002 y 2003.
En abril de 2008, la sede del juicio se cambió al Tribunal de Distrito de los Estados Unidos para el Distrito Central de California. En una audiencia celebrada en julio de 2008, Francis se declaró no culpable de evasión fiscal. Su abogado, Robert Bernhoft, dijo que las declaraciones de impuestos de las empresas fueron preparadas y archivadas por un antiguo contable y no fueron mostradas a Francis. Bernhoft dijo que cuando el contable dejó la empresa, informó de las declaraciones al Servicio de Impuestos Internos (IRS) para cobrar una bonificación del Programa de Denunciantes de Impuestos.
En septiembre de 2009, Francis se declaró culpable de un delito menor de presentación de una declaración falsa y de soborno. En noviembre de 2009, el juez de distrito S. James Otero aceptó la declaración de Francis, que incluía una indemnización de 250.000 dólares para el IRS.

### Chantaje
En 2004, Riley Pérez (también conocido como Darnell Riley) irrumpió en la casa de Francis, donde filmó un vídeo de chantaje humillante y organizó el pago para que el vídeo no se hiciera viral. A punta de pistola, Francis fue obligado a desvestirse ante la cámara. Riley ha afirmado que se lo pidieron criminales de la mafia.

### Quiebra
La corporación de Francis, GGW Brands, la empresa matriz de la marca de entretenimiento Girls Gone Wild, se declaró en bancarrota en febrero de 2013. La bancarrota tenía como objetivo bloquear a Wynn Resorts Limited para que se apoderara de los activos de la empresa para el pago de las deudas de juego de Francis.
En mayo de 2015, un juez del Tribunal de Distrito de Estados Unidos emitió una orden de arresto contra Francis después de que no cumpliera con los términos de su acuerdo de bancarrota. Al parecer, en 2015 vivía en México con su novia y sus dos hijas gemelas. Los tratados de extradición entre Estados Unidos y México no eran aplicables a las órdenes de arresto por desacato civil.